# Pseudarchaster roseus
Pseudarchaster roseus är en sjöstjärneart som först beskrevs av Alcock 1893.  Pseudarchaster roseus ingår i släktet Pseudarchaster och familjen Pseudarchasteridae.
Artens utbredningsområde är Lackadivsjön. Inga underarter finns listade i Catalogue of Life.